# Fairfieldita
La fairfieldita es un mineral, fosfato hidratado de calcio y manganeso. Fue descrita a partir de ejemplares obtenidos en la cantera Branchville, en Branchville, Redding,  condado de Fairfield, Connecticut, USA. El nombre deriva del de la localidad.

## Propiedades físicas y químicas
La fairfiledita suele aparecer como agregados cristalinos, a veces con aspecto foliáceo, o como agrupaciones radiadas, y ocasionalmente como pequeños cristales individualizados de hábito prismático. Forma una serie con la collinsita, que es el equivalente con magnesio en lugar de manganeso. Suele contener una cantidad significativa de hierro, y ocasionalmente trazas de sodio y potasio. Es soluble en ácidos.

## Yacimientos
Aparece en mineralizaciones de fosfatos en pegmatitas graníticas, asociado a otros fosfatos, como fluorapatito, eosforita, hureaulita y vivianita. Es un mineral poco frecuente, reconocido en alrededor de un centenar de localidades Una localidad muy conocida, que ha proporcionado buenos ejemplares, es la pegmatita de Hagendorf Sur ,  Hagendorf,  Waidhaus,  Alto Palatinado, Baviera (Alemania). En Argentina, se ha encontrado en la pegmatita de El Peñón, en San Antonio de los Cobres, Salta. En España aparece como pequeños cristales tabulares de color gris en la mina Julita, Garcirrey (Salamanca).